# Curtis Main
Curtis Lee Main (* 20. Juni 1992 in South Shields) ist ein englischer Fußballspieler, der bei Ayr United unter Vertrag steht.

## Karriere
Curtis Main begann seine Karriere zunächst in der Jugend des AFC Sunderland. Als 13-Jähriger wechselte er zum FC Darlington. Am 3. Mai 2008 gab er sein Profidebüt für den Verein, als er im Alter von 15 Jahren und 318 Tagen in der vierten englischen Liga gegen Peterborough United zum Einsatz kam. Er wurde damit der jüngste jemals eingesetzte Spieler von Darlington. Im Februar 2009 erzielte er sein erstes Tor, als er zum 1:0-Siegtor gegen Grimsby Town traf.
Im Mai 2011 unterschrieb Main beim Zweitligisten FC Middlesbrough. In den folgenden drei Jahren war er Ergänzungsspieler im Kader von Boro. Von August bis Oktober 2013 war er an den Drittligisten Shrewsbury Town verliehen. Ab 2014 stand er bei den Doncaster Rovers unter Vertrag, nachdem sich die Rovers und Boro auf ein Tauschgeschäft geeinigt hatten. James Husband wechselte nach Middlesbrough und Main im Gegenzug nach Doncaster. Nachdem er in der Saison 2014/15 noch Stammspieler gewesen war, verlor er den Platz in der folgenden Spielzeit bei den Rovers. In der Rückrunde der Saison 2015/16 war er an den Ligakonkurrenten Oldham Athletic verliehen.
Im Jahr 2016 wechselte der Stürmer zum Viertligisten FC Portsmouth. Als Meister der vierten Liga stieg er mit den Pompey’s 2017 auf.
Im Januar 2018 wechselte Main nach Schottland zum FC Motherwell. Mit Well erreichte er im Mai 2018 das Finale im schottischen Pokal, das gegen Celtic Glasgow verloren wurde. Den Verein verließ er im Juni 2019 und wechselte zum Ligakonkurrenten FC Aberdeen.